# Стара Хавана
Стара Хавана (La Habana Vieja) је језгро изворног града Хаване која представља најбогатију збирку колонијалне архитектуре Латинске Америке. Локација старих градских зидина поклапа се са међама Старе Хаване у којој се налази око  3000 историјских зграда. Због тога је Стара Хавана са својим утврђењима уврштена на УНЕСКО-ву листу места светске баштине у Америци 1982. године. Стара Хавана , са својим уским улицама и стршећим балконима, традиционална је резиденцијална зона, као и средиште једног дела продавница и индустрије забаве.

## Историја
Подручје где се данас налази Хавана, први пут су посетили европљани за време експедиције Себастјана де Кампа, за кога се верује да је први опловио Кубу. Убрзо потом, 1510. год. шпански колонисти стигли су на Кубу и започели насељавање острва. Конкистадор Дијего Веласкез де Куелар основао је Хавану 25. августа 1515. године, на јужној обали острва, крај данашњег града Батабано. Између 1514. и 1515. године, град је имао најмање два различита насеља. Сви покушаји да се град утемељи на јужној обали Кубе, пропали су. Каснија локација града крај врло добре луке на уласку у Мексички залив, с једноставним приступом Голфској струји, главном океанском правцу који су морепловци следили на путовањима из Америке у Европу, довела је до раног развоја Хаване као главне луке шпанских колонија у Новом свету.

## Одлике
Као главно пролазно место између новог и старог света, кроз Хавану је пролазило велико обиље, што је условљавало изградњу најснажнијих утврђења у Америци. Многи примери ране архитектуре могу се видети у војним утврђењима. Стара Хавана такође била је окружена одбрамбеним зидовима, чија је изградња почела 1674. године али је већ премашена по завршетку 1767. Утицај различитих стилова и култура видљиви су у разноликом низу маурске, шпанске, италијанске и римске архитектуре. Самостан Санта Клара (1638. - 18. век) добар је пример шпанског стила у којем велика дворана, која подсећа на прврнути брод, илуструје умеће раних мајстора. Катедрала у Хавани  (1748- 1777) која доминира тргом Plaza de la Catedral (1749) најбољи је пример кубанског барока. Хавана је јединствена ради својих неупоредивих аркада изграђених углавном од шпанских имиграната. многи унутрашњи простори остају слични у Севиљи, Кадизи и Гранади. Неокласицизам, који се може наћи по целом граду, утицао је на све нове зграде у Хавани.